# Джефферсон (округ, Арканзас)
Дже́фферсон (англ. Jefferson County) — округ, расположенный в штате Арканзас, США с населением в 84 278 человек по статистическим данным переписи 2000 года. Столица округа находится в городе Пайн-Блафф.
Округ Джефферсон был образован 2 ноября 1829, став 21-м по счёту округом Арканзаса и получив своё название в честь третьего президента Соединённых Штатов Томаса Джефферсона.

## География
По данным Бюро переписи населения США округ Джефферсон имеет общую площадь в 2367 квадратных километров, из которых 2292 кв. километров занимает земля и 75 кв. километров — вода. Площадь водных ресурсов округа составляет 3,16 % от всей его площади.

### Соседние округа
- Пьюласки — северо-запад
- Лонок — север
- Арканзас — восток
- Линкольн — юго-восток
- Кливленд — юго-запад
- Грант — запад

## Демография

Диаграмма распределения населения округа по возрастным диапазонам. Данные переписи населения 2000 года

По данным переписи населения 2000 года в округе Джефферсон проживало 84 278 человек, 21 510 семей, насчитывалось 30 555 домашних хозяйств и 34 350 жилых домов. Средняя плотность населения составляла 37 человек на один квадратный километр. Расовый состав округа по данным переписи распределился следующим образом: 48,46 % белых, 49,58 % чёрных или афроамериканцев, 0,24 % коренных американцев, 0,66 % азиатов, 0,04 % выходцев с тихоокеанских островов, 0,76 % смешанных рас, 0,26 % — других народностей. Испано- и латиноамериканцы составили 0,96 % от всех жителей округа.
Из 30 555 домашних хозяйств в 33,10 % — воспитывали детей в возрасте до 18 лет, 47,40 % представляли собой совместно проживающие супружеские пары, в 18,80 % семей женщины проживали без мужей, 29,60 % не имели семей. 26,20 % от общего числа семей на момент переписи жили самостоятельно, при этом 10,60 % составили одинокие пожилые люди в возрасте 65 лет и старше. Средний размер домашнего хозяйства составил 2,59 человек, а средний размер семьи — 3,13 человек.
Население округа по возрастному диапазону по данным переписи 2000 года распределилось следующим образом: 26,30 % — жители младше 18 лет, 10,80 % — между 18 и 24 годами, 27,80 % — от 25 до 44 лет, 22,10 % — от 45 до 64 лет и 12,90 % — в возрасте 65 лет и старше. Средний возраст жителей округа составил 35 лет. На каждые 100 женщин в округе приходилось 95,90 мужчин, при этом на каждых сто женщин 18 лет и старше приходилось 93,40 мужчин также старше 18 лет.
Средний доход на одно домашнее хозяйство в округе составил 31 327 долларов США, а средний доход на одну семью в округе — 38 252 долларов. При этом мужчины имели средний доход в 31 848 долларов США в год против 21 867 долларов США среднегодового дохода у женщин. Доход на душу населения в округе составил 15 417 долларов США в год. 16,00 % от всего числа семей в округе и 20,50 % от всей численности населения находилось на момент переписи населения за чертой бедности, при этом 29,60 % из них были моложе 18 лет и 17,80 % — в возрасте 65 лет и старше.

## Главные автодороги
- I-530
- US 65
- US 79
- US 270
- US 425
- AR 15
- AR 31
- AR 46
- AR 58
- AR 81
- AR 88

## Населённые пункты
- Олтхаймер
- Хамфри
- Пайн-Блафф
- Редфилд
- Шеррилл
- Уаббасика
- Уайт-Холл